# Danaphos
Genre
Danaphos est un genre de poissons téléostéens de la famille des Sternoptychidae.

## Liste d'espèces
Selon ITIS (19 aout 2025) et World Register of Marine Species (19 aout 2025) :
- Danaphos asteroscopus Bruun, 1931
- Danaphos oculatus (Garman, 1899)